# برنیس (اکلاهما)
برنیس(به انگلیسی: Bernice) شهری در ایالت اکلاهما کشور ایالات متحده آمریکا است که جمعیت آن در سرشماری سال ۲۰۱۰ میلادی، ۵۶۲ نفر بوده‌است.